# Roadblock
Roadblock é um personagem da série G.I. Joe.
É interpretado por Dwayne "The Rock" Johnson no filme "G.I. Joe: Retaliation".